# شینگ‌چنگ
شینگ‌چنگ (宁远)(چینی ساده‌شده: 兴城; چینی سنتی: 興城; پین‌یین: Xīngchéng)، که پیش از این نینگ‌یوان (宁远) نامیده می‌شد، یک شهر در سطح شهرستان تحت اداره هولوداو در جنوب‌غربی استان لیائونینگ چین است. این شهر دارای جمعیتی حدود ۲۲۰٬۰۰۰ نفر در مناطق شهری است و در خلیج لیاودونگ واقع شده، یعنی در سواحل شمالی دریای بوهای. این منطقه از لحاظ تاریخی غنی است و یکی از بهترین شهرهای حفظ‌شده از دوران دودمان مینگ در چین را در خود جای داده و به عنوان یک مقصد تابستانی آرام برای گردشگران عمل می‌کند.

## اهمیت تاریخی
شینگ‌چنگ تاریخ طولانی و برجسته‌ای دارد و به عنوان یک شهرستان در دوران دودمان لیائو در سال ۹۹۰ میلادی تأسیس شد. پس از انحلال در دوران یوان، این شهر دوباره در دوران دودمان مینگ تحت نام نینگ‌یوان احیا شد و اهمیت استراتژیک یافت و به اولین نقطه دفاعی خارج از دیوار بزرگ چین تبدیل شد. دیوارهای شهر شینگ‌چنگ از سال ۱۴۲۸ میلادی تا به امروز پابرجا بوده‌اند و نقش مهمی در کمک به دودمان مینگ برای شکست نورهاچی، فرمانده بزرگ منچو، در نبرد نینگ‌یوان در سال ۱۶۲۶ ایفا کردند.

## مقصد گردشگری
در دوران معاصر، شینگ‌چنگ تبدیل به مکانی زیبا برای کسانی شده است که به دنبال رهایی از گرمای تابستانی در شهرهای پرجمعیت شمال چین هستند. این شهر دارای سواحل شنا جذاب است و همچنین از چشمه‌های آبگرم طبیعی بهره‌مند است که در دوران دودمان تانگ کشف شده‌اند. به همین دلیل، تعداد زیادی از استراحتگاه‌های آبگرم و آسایشگاه‌ها در اینجا ساخته شده و این شهر به عنوان یک مقصد بهداشتی تبلیغ شده است. در تابستان، گروه‌هایی از مسئولان حزب برای شرکت در دوره‌های آموزشی دولتی به این منطقه سفر می‌کنند. شینگ‌چنگ خانه بزرگ‌ترین جزیره در دریای بوهای است، جزیره زیبای جزیره جُهوا (چینی ساده‌شده: 菊花岛; چینی سنتی: 菊花島; پین‌یین: Júhuā Dǎo; ت.ت. 'جزیره گل داوودی'؛ ۴۰°۲۹′۵۱″ شمالی ۱۲۰°۴۸′۰۵″ شرقی / ۴۰٫۴۹۷۵۰°شمالی ۱۲۰٫۸۰۱۳۹°شرقی)، که زمانی پناهگاه شاهزاده یان بود که از دست چن شی هوانگ فرار کرده بود. یک قایق دسترسی به جزیره را از ایستگاه مسافری در اسکله فراهم می‌کند، جایی که ماهیگیران محلی قایق‌های خود را پهلو می‌دهند.
ساحل شینگ‌چنگ در تابستان جمعیت زیادی را برای شنا و سایر ورزش‌های آبی و فعالیت‌های تفریحی جذب می‌کند. ورودی ساحل با یک مجسمه بزرگ از یک الهه محلی مشخص شده است. یک دکه به همراه معبد در انتهای جنوبی ساحل وجود دارد.
کالج مالیه و تجارت لیائونینگ در شینگ‌چنگ رویدادهایی را برای نخستین جشنواره بین‌المللی لباس شنا شهر برگزار کرد. این رویداد پس از دریافت عنوان افتخاری «شهر لباس شنا چین» توسط شورای ملی نساجی و پوشاک چین و انجمن لباس چین در سال ۲۰۱۰ به دلیل تولید برجسته لباس شنا در این شهر برگزار شد.
شهر قدیمی شینگ‌چنگ بهترین نمونه از چهار شهر متعلق به دودمان مینگ در چین است که دیوارهای شهر اصلی و کامل خود را حفظ کرده است و گنجینه‌ای از معماری سنتی مینگ به‌شمار می‌رود. این شهر شامل بقایای تاریخی مانند معبد کنفوسیوس است که قدیمی‌ترین معبد در شمال‌شرقی چین و بزرگ‌ترین ساختمان باستانی در لیائونینگ به‌شمار می‌رود.
شوشان (首山)، کوه واقع در انتهای شرقی شینگ‌چنگ، برای تفریح و سرگرمی عمومی باز است. بازدیدکنندگان می‌توانند به قله آن صعود کنند. منطقه اطراف این کوه معابد زیادی در تپه‌های مجاور دارد.